# Pulaski (attrezzo)

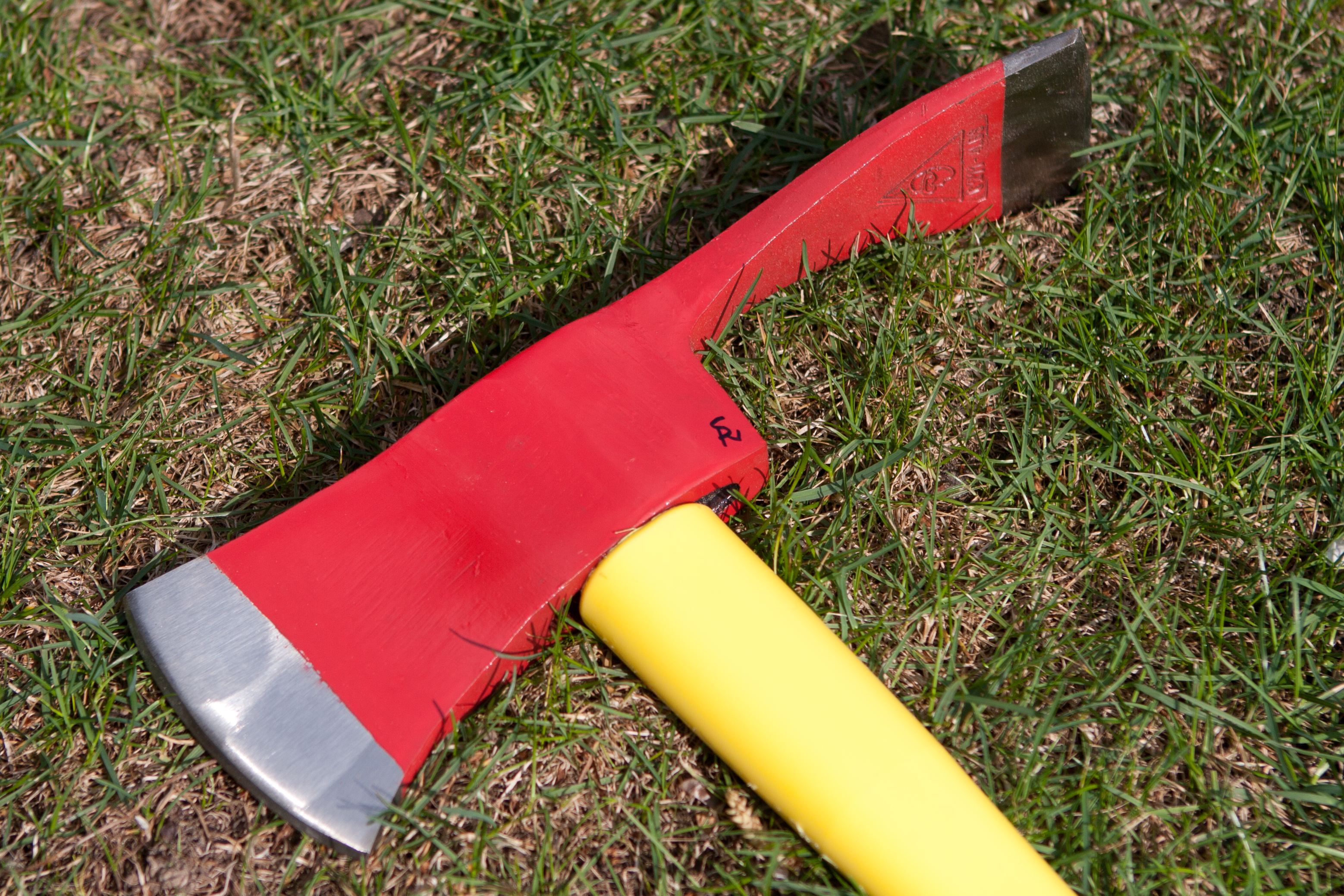
Testa di un'accetta Pulaski Nupla PA375-PASG

La pulaski è un particolare attrezzo utilizzato dai vigili del fuoco per le operazioni antincendio boschive.
Ideata da Ed Pulaski, l'attrezzo unisce una scure e un'ascia. La sua testa è simile a quella di una zappone, mentre il manico rigido è solitamente in legno, plastica o vetroresina. La pulaski è uno strumento versatile adatto ad aprire viali tagliafuoco, siccome è utilizzato per scavare il suolo e tagliare la legna. Altre possibili applicazioni della pulaski sono la creazione di sentieri, il giardinaggio e altri lavori all'aperto. Come strumento di giardinaggio risulta utile per scavare buche in terreni duri o ricchi di radici.

## Storia
L'invenzione della pulaski risale al 1911 ed è attribuita a Ed Pulaski, un assistente guardia forestale dello United States Forest Service, sebbene uno strumento simile fosse già stato introdotto nel 1876 dalla Collins Tool Company. Ed Pulaski divenne famoso per aver salvato 45 vigili del fuoco durante il disastroso grande incendio del 1910, in Idaho. L'invenzione (o reinvenzione) dello strumento che porta il suo nome potrebbe essere stata una reazione al disastro, constatazione del bisogno di nuovi strumenti per le operazioni antincendio. L'attrezzo fu perfezionato dall'autore fino al 1913, e iniziò ad essere messo in dotazione dei vigili del fuoco nella regione delle montagne rocciose. Nel 1920 il Forest Service tentò di ottenere un permesso per commercializzare il prodotto, ma il suo utilizzo rimase a livello regionale. L'attrezzo iniziò ad essere distribuito a livello nazionale negli Stati Uniti negli anni '30.

## Impatto culturale
Una pulaski firmata "E.P." che presumibilmente appartenne a Ed Pulaski fa parte della collezione dello Smithsonian Institution A Wallace, in Idaho.

### Libri
- (EN) Philip N. Omi, Forest Fires: A Reference Handbook, 2005, ISBN 978-1851094387.
- (EN) Philip Smith, Fire in the Forest: Dedicated to Those Who Have Fallen in the Fight, 2016, ISBN 9781524528201.
- (EN) Deborah L. Martin e Barbara Pleasant, The Complete Compost Gardening Guide: Banner batches, grow heaps, comforter compost, and other amazing techniques for saving time and money, and producing the most flavorful, nutritous vegetables ever, Storey Publishing, 2008, ISBN 9781603421836.

### Pubblicazioni
- (EN) James B. Davis, The True Story of the Pulaski Fire Tool (PDF), in Fire Management Notes, vol. 47, n. 3, United States Department of Agriculture, 1986.